# Élections municipales de 1971 dans les Côtes-du-Nord
Les élections municipales dans les Côtes-du-Nord ont eu lieu les 14 et 21 mars 1971.

## Maires sortants et maires élus
| Commune              | Population | Maire sortant            | Parti | Parti  | Maire élu                | Parti | Parti  |
| -------------------- | ---------- | ------------------------ | ----- | ------ | ------------------------ | ----- | ------ |
| Bégard               | 4 976      | François Clec'h          |       | PSU    | François Clec'h          |       | PSU    |
| Bourbriac            | 2 663      | Jean-Michel Martin       |       | Rad.   | Jean-Michel Martin       |       | Rad.   |
| Callac               | 3 043      | Louis Raoul              |       | PCF    | Louis Raoul              |       | PCF    |
| Dinan                | 13 137     | Yves Blanchot            |       | UDR    | Yves Blanchot            |       | UDR    |
| Erquy                | 2 998      | André Cornu              |       | Rad.   | Joseph Erhel             |       | PCF    |
| Guingamp             | 9 232      | Édouard Ollivro          |       | CDP    | Édouard Ollivro          |       | CDP    |
| Lamballe             | 5 075      | Pierre Lanoë             |       | PSU    | Fernand Labbé            |       | UDR    |
| Langueux             | 2 951      | Eugène Guéno             |       | PSU    | Eugène Guéno             |       | PSU    |
| Lannion              | 12 535     | Henri Blandin            |       | UDR    | Pierre Marzin            |       | GD     |
| Loudéac              | 7 212      | Pierre Étienne           |       | DVD    | Pierre Étienne           |       | DVD    |
| Merdrignac           | 2 576      | Joseph Gaborel           |       | DVD    | Bernard Sohier           |       | DVD    |
| Paimpol              | 7 723      | Max Querrien             |       | PS     | Max Querrien             |       | PS     |
| Penvénan             | 2 508      | Yves Nicolas             |       | SE     | Yves Nicolas             |       | SE     |
| Perros-Guirec        | 6 866      | Yves Le Paranthoën       |       | Centr. | Yves Le Paranthoën       |       | Centr. |
| Plédran              | 3 172      | Joseph Ballay            |       | SE     | Daniel Ballay            |       | PCF    |
| Plémet               | 2 928      | Louis Piton              |       | DVD    | Louis Piton              |       | DVD    |
| Plénée-Jugon         | 2 526      | Jean Colas               |       | SE     | Jean Colas               |       | SE     |
| Pléneuf-Val-André    | 3 651      | Guillaume Guédo          |       | CDP    | Guillaume Guédo          |       | CDP    |
| Plérin               | 8 780      | Louis Guéna              |       | DVD    | Louis Guéna              |       | DVD    |
| Plestin-les-Grèves   | 2 912      | François Alès            |       | Centr. | Marcel Hamon             |       | PCF    |
| Pleubian             | 3 533      | François Marjou          |       | PS     | Charles Richard          |       | DVG    |
| Pleumeur-Bodou       | 2 542      | Louis Potin              |       | SE     | Corentin Penn            |       | DVD    |
| Plœuc-sur-Lié        | 2 932      | Louis Morel              |       | PSU    | Louis Morel              |       | PSU    |
| Ploubazlanec         | 3 500      | Marcel Le Guyader        |       | PSU    | Marcel Le Guyader        |       | PSU    |
| Plouézec             | 3 481      | André Le Balc'h          |       | DVD    | François Druel           |       | DVG    |
| Ploufragan           | 5 109      | Marcel Cosson            |       | DVD    | Marcel Cosson            |       | DVD    |
| Plouguernével        | 3 133      | Louis Le Dily            |       | DVG    | Louis Le Dily            |       | DVG    |
| Plouha               | 4 296      | Roger Le Puluard         |       | PCF    | Alain Le Guen            |       | CD     |
| Ploumagoar           | 3 092      | Louis Kéromest           |       | PSU    | Louis Kéromest           |       | PSU    |
| Pordic               | 2 957      | Louis Auffray            |       | DVD    | Jean Trévily             |       | SE     |
| Quintin              | 2 727      | Jean Frottier de Bagneux |       | RI     | Jean Frottier de Bagneux |       | RI     |
| Saint-Brieuc         | 50 281     | Yves Le Foll             |       | PSU    | Yves Le Foll             |       | PSU    |
| Saint-Quay-Portrieux | 3 105      | Robert Richet            |       | UDR    | Robert Richet            |       | UDR    |
| Trébeurden           | 2 650      | Jean Libouban            |       | SE     | André Le Pape            |       | SE     |
| Tréguier             | 3 059      | Joseph Nicolas           |       |        | Armand Fournis           |       | SE     |